# Maurizzio
Maurizzio was een Belgisch danceproject opgericht door DJ Maurizzio (Maurits Engelen, neef van Maurice Engelen). Het project scoorde in 1999 zijn eerste en grootste hit met New Emotion (Here Comes The Rain Again), een cover van Here comes the rain again van Eurythmics.

## Discografie

### Albums
| Album met hitnotering(en) in de Vlaamse Ultratop 200 albums | Datum van verschijnen | Datum van binnenkomst | Hoogste positie | Aantal weken | Opmerkingen |
| ----------------------------------------------------------- | --------------------- | --------------------- | --------------- | ------------ | ----------- |
| Format 1                                                    | 2000                  | 13-05-2000            | 40              | 4            |             |

### Singles
| Single met hitnotering(en) in de Vlaamse Ultratop 50 | Datum van verschijnen | Datum van binnenkomst | Hoogste positie | Aantal weken | Opmerkingen             |
| ---------------------------------------------------- | --------------------- | --------------------- | --------------- | ------------ | ----------------------- |
| New Emotion (Here Comes The Rain Again)              | 1999                  | 03-04-1999            | 12              | 13           | zang: Karen Boelaerts   |
| Future Love                                          | 1999                  | 24-07-1999            | 22              | 14           | zang: Karen Boelaerts   |
| Feelings                                             | 2000                  | 12-02-2000            | 30              | 8            | zang: Nikkie Van Lierop |
| Runaway                                              | 2000                  | 05-08-2000            | tip5            |              |                         |